# Channel 9 MCOT HD
Channel 9 MCOT HD é uma rede de televisão aberta tailandesa, fundada em 24 de junho de 1955. Ela faz parte da MCOT.